# Identidade aditiva
Em matemática, a identidade aditiva de um conjunto que está equipado com a operação de adição é um elemento que quando adicionado a qualquer elemento {\displaystyle x} do conjunto, resulta em {\displaystyle x.}  Uma das mais conhecidas identidades aditivas é o número 0, mas identidades aditivas ocorrem em outras estruturas matemáticas onde a adição é definida, como em grupos e anéis.

## Exemplos elementares
- A identidade aditiva familiar da matemática elementar é o zero, denotado por 0. Por exemplo, {\displaystyle 5+0=5=0+5}
- Nos números naturais {\displaystyle \mathbb {N} } e em todos os seus superconjuntos (os números inteiros {\displaystyle \mathbb {Z} ,} os números racionais {\displaystyle \mathbb {Q} ,}  os números reais {\displaystyle \mathbb {R} } e os números complexos {\displaystyle \mathbb {C} }), a identidade aditiva é 0. Assim, para qualquer número {\displaystyle n} pertencente a um desses conjuntos vale: {\displaystyle n+0=n=0+n}

## Definição formal
Seja {\displaystyle \mathbb {N} } um conjunto fechado sob a operação de adição, denotada {\displaystyle +}. Um aditivo de identidade para {\displaystyle \mathbb {N} } é qualquer elemento {\displaystyle e} tal que, para qualquer elemento {\displaystyle n} em {\displaystyle \mathbb {N} ,}
{\displaystyle e+n=n=n+e}

## Exemplos
- Em um grupo a identidade aditiva é o elemento identidade do grupo, que é usualmente denotado como {\displaystyle \mathbb {0} } e é único.[nota 1]
- Um anel ou corpo é um grupo sob a operação de adição e portanto também têm uma identidade aditiva única {\displaystyle \mathbb {0} .} Este é definido como sendo diferente da identidade multiplicativa {\displaystyle \mathbb {1} } se o anel (ou corpo) tem mais de um elemento. Se as identidades aditiva e multiplicativa são idênticas, então o anel é trivial.[nota 2]
- Em um sistema {\displaystyle S}com operação de multiplicação que distribui sobre a adição, a identidade aditiva é um elemento absorvente multiplicativo, significando que para qualquer {\displaystyle s} em {\displaystyle S,} {\displaystyle s\cdot \mathbb {0} =0.} [nota 3]

## Provas
1. ↑  
Seja {\displaystyle (G,+)} um grupo fechado sob a operação de adição e sejam {\displaystyle \mathbb {0} ,} {\displaystyle \mathbb {0^{'}} \in G} ambos identidades aditivas. Então para qualquer {\displaystyle g\in G,}
{\displaystyle \mathbb {0} +g=g=g+\mathbb {0} } e {\displaystyle \mathbb {0^{'}} +g=g=g+\mathbb {0^{'}} }

Segue diretamente do exposto acima que 

{\displaystyle \mathbb {0^{'}} =\mathbb {0^{'}} +\mathbb {0} =\mathbb {0} +\mathbb {0^{'}} =\mathbb {0} .}
2. ↑  

Seja {\displaystyle R} um anel e suponha que a identidade aditiva {\displaystyle \mathbb {0} _{R}} e a identidade multiplicativa {\displaystyle \mathbb {1} _{R}} são iguais, ou seja, {\displaystyle \mathbb {0} _{R}=\mathbb {1} _{R}.} Seja {\displaystyle r} qualquer elemento de {\displaystyle R.} Então:
{\displaystyle r=r\times \mathbb {1} _{R}=r\times \mathbb {0} _{R}=\mathbb {0} _{R},} 
provando que {\displaystyle R} é trivial, isto é, {\displaystyle R={0}_{R}.} O contrapositivo, que se {\displaystyle R} é não-trivial então {\displaystyle \mathbb {0} _{R}} é diferente de {\displaystyle \mathbb {1} _{R}} deriva diretamente dessa prova.
3. ↑  
Seja {\displaystyle S} um sistema com operação de multiplicação distribuída sobre a adição. Seja {\displaystyle s\in S} e seja {\displaystyle \mathbb {0} } a identidade aditiva de {\displaystyle S.} Então:
{\displaystyle s\cdot \mathbb {0} =s\cdot (\mathbb {0} +\mathbb {0} )=s\cdot \mathbb {0} +s\cdot \mathbb {0} }
{\displaystyle s\cdot \mathbb {0} -s\cdot \mathbb {0} =s\cdot \mathbb {0} }
{\displaystyle \mathbb {0} =s\cdot \mathbb {0} \rightarrow s\cdot \mathbb {0} =\mathbb {0} }